# Karl Gustav von Keuhl
Freiherr Karl Gustav von Keuhl (* 1694; † 26. Juni 1758) war k.k. Feldmarschall, kommandierender General in Innerösterreich sowie Inhaber des Infanterie-Regiments Nr. 49.

## Herkunft
Er entstammte einer altadeligen Familie, deren Vorfahren bereits im 16. Jahrhundert erscheinen, wie beispielsweise ein Jacob Keuhl zu Pohlstorf, der schon im Jahre 1576 vorkommt. 1752 erhielt Keuhl den erbländischen Freiherrnstand.

## Leben
Um das Jahr 1712 trat von Keuhl in kaiserliche Dienste. 1730 war er Major im Infanterie-Regiment Nr. 36 (Jung-Wallis). Als er im Jahr 1734 in der Schlacht bei Guastalla verwundet wurde, diente er bereits als Oberstleutnant. Im Mai 1735 wurde er zum Oberst im Infanterie-Regiment Nr. 25 (Wachtendonk) und am 16. August 1739 zum Generalfeldwachtmeister befördert. Während des ersten schlesischen Krieges erhielt er eine Brigade in Schlesien und kämpfte 1741 in der Schlacht bei Mollwitz, wo er auch verwundet wurde. Anschließend erhielt er das Regiment des bei Mollwitz gefallenen Feldmarschall-Lieutenants Peter Christoph Göldlin von Tiefenau. Am 3. Juli 1745 wurde von Keuhl zum Feldmarschall-Lieutenant ernannt und zur Armee nach Italien versetzt. Er kämpfte 1746 bei Piazenza, wo er schwer verwundet wurde und sein linkes Auge verlor. Das Regiment Keuhl ging 1746 in genuesische Gefangenschaft und wurde aufgelöst. Von Keuhl erhielt dafür das Infanterie-Regiment Nr. 49 (Bärnclau).
Im Jahr 1749 wurde er als kommandierender General nach Innerösterreich versetzt und zum Geheimen Rat ernannt. Am 29. Juni 1754 wurde er mit Rang vom 8. Dezember 1748 auch zum Feldzeugmeister ernannt. Er nahm noch am Siebenjährigen Krieg teil. Am 22. November 1757 kämpfte er in der Schlacht bei Breslau und nahm an der Spitze seines Regiments am Sturm auf das Dorf Pilsnitz teil. Dabei wurde er erneut schwer verwundet. Er wurde noch am 7. Mai 1758 zum Feldmarschall befördert und starb am 26. Juni 1758.
Von Keuhl heiratete die Freiin Depozzi (de Pozzi). Das Paar hatte mehrere Kinder, darunter:
- Karl (1739–1798), Feldmarschall-Lieutenant.